# 野切耀子
野切 耀子（のぎり ようこ、10月23日 - ）は、日本の漫画家。北海道出身。北海道有朋高等学校出身で、札幌マンガ・アニメ&声優専門学校出身。

## 来歴
2008年、「熱源は此処」が第196回LMSベストルーキー賞を受賞し、『LaLaスペシャル』（白泉社）2008年6月号に掲載されデビュー。2009年、「君が光」が第50回LMGゴールドデビュー賞を受賞し、『LaLa』（同）2009年5月号に掲載。
2013年、『シルフ』（アスキー・メディアワークス）にて連載されていた小説『BROTHERS CONFLICT』のコミカライズである『BROTHERS CONFLICT feat.Natsume』の連載を開始。同年7月より札幌芸術の森美術館にて開催された、北海道に縁のある漫画家などの原画展「ほっかいどう大マンガ展」に野切も出品している。
2014年、『ARIA』（講談社）にて、ケモノ耳男子が登場するラブコメディ作品『私のオオカミくん』の連載を開始。2016年、同誌2017年1月号より三角関係のラブストーリー『蓮住荘のさんかく』の連載を開始。同作では「心に沁みいるセリフや情感のある風景」を描いている。2017年に『ARIA』が7周年を迎えた際には、同誌の作家陣の一員として扱われていた。
2019年、『デザート』（同）3月号より、イケメンな問題児3人との恋愛を描いた『甘くない彼らの日常は。』の連載を開始し、2021年11月号で完結。2022年には同誌2023年1月号より、久々に再会を果たした兄妹と、その幼なじみの恋愛を描いた『僕らの好きはわりきれない』の連載を開始。

## 作風
「透明感のあるスタイリッシュな絵柄」で描く。

## 作品リスト

### 漫画作品
- 凡例
  - 〈収録〉未：単行本未収録

|  | 連載作品 |  | 読切作品 |

|    | 作品名                         | 種   | 発行                       | 掲載                                                                | 収録 | 注記                                                                                     |
| -- | ------------------------------ | ---- | -------------------------- | ------------------------------------------------------------------- | ---- | ---------------------------------------------------------------------------------------- |
| 1  | 熱源は此処                     | 読切 | 白泉社                     | LaLaスペシャル 2008年6月号                                          | 未   |                                                                                          |
| 2  | 君が光                         | 読切 | 白泉社                     | LaLa 2009年5月号                                                    | 未   |                                                                                          |
| 3  | 愛しい                         | 読切 | 白泉社                     | LaLaスペシャル 2009年8月号                                          | 未   |                                                                                          |
| 4  | 空に映える                     | 読切 | 白泉社                     | LaLaDX 2009年11月号                                                 | 未   |                                                                                          |
| 5  | 融雪体温                       | 読切 | 白泉社                     | LaLaDX 2010年1月号                                                  | 未   |                                                                                          |
| 6  | 逃避行デイズ                   | 読切 | 白泉社                     | LaLaスペシャル 2010年6月号                                          | 未   |                                                                                          |
| 7  | とらわれボイス                 | 読切 | 白泉社                     | LaLaDX 2010年9月号                                                  | 未   |                                                                                          |
| 8  | 獣王子は闇の中                 | 読切 | 白泉社                     | LaLaDX 2010年11月号                                                 | 未   |                                                                                          |
| 9  | 悪魔は囁く                     | 読切 | 白泉社                     | LaLaDX 2011年3月号                                                  | 未   |                                                                                          |
| 10 | 檻の鍵                         | 読切 | 白泉社                     | LaLaDX 2011年5月号                                                  | 未   |                                                                                          |
| 11 | ハッピーエンドの裏側           | 読切 | 白泉社                     | LaLaDX 2011年7月号                                                  | 未   |                                                                                          |
| 12 | BROTHERS CONFLICT feat.Natsume | 連載 | アスキー・メディアワークス | シルフ 2013年3月号 - 5月号 2013年10月号 - 12月号 2014年2月号・3月号 | —    | 原作：ウダジョ・水野隆志（エム・ツー）・叶瀬あつこ 『BROTHERS CONFLICT』のコミカライズ。 |
| 13 | オセロ                         | 読切 | 講談社                     | ARIA 2014年7月号                                                    | 未   |                                                                                          |
| 14 | 私のオオカミくん               | 連載 | 講談社                     | ARIA 2014年10月号 - 2016年5月号                                     | —    | 初のオリジナル連載。                                                                     |
| 15 | 蓮住荘のさんかく               | 連載 | 講談社                     | ARIA 2017年1月号 - 2018年5月号                                      | —    |                                                                                          |
| 16 | 甘くない彼らの日常は。         | 連載 | 講談社                     | デザート 2019年3月号 - 2021年11月号                                 | —    |                                                                                          |
| 17 | 僕らの好きはわりきれない       | 連載 | 講談社                     | デザート 2023年1月号 -                                              | —    |                                                                                          |

### その他
- スター・ウォーズ トリビュート画集（2019年12月[18]）

### 書籍
- 『BROTHERS CONFLICT feat.Natsume』、原作：ウダジョ・水野隆志（エム・ツー）・叶瀬あつこ、アスキー・メディアワークス〈シルフコミックス〉2013年 - 2014年、全2巻
  1. 2013年7月22日発売、ISBN 978-4048917872
  2. 2014年2月22日発売、ISBN 978-4048662543
- 『私のオオカミくん』、講談社〈ARIAコミックス〉2015年 - 2016年、全4巻
  1. 2015年2月6日発売[10][17]、ISBN 978-4-06-380747-9
  2. 2015年6月5日発売[19][20]、ISBN 978-4-06-380769-1
  3. 2015年11月6日発売[21]、ISBN 978-4-06-380806-3
  4. 2016年5月6日発売[22]、ISBN 978-4-06-380853-7
- 『蓮住荘のさんかく』、講談社〈ARIAコミックス〉2017年 - 2018年、全3巻
  1. 2017年5月1日発売[23][24]、ISBN 978-4-06-380920-6
  2. 2017年11月7日発売[25]、ISBN 978-4-06-510473-6
  3. 2018年5月7日発売[26]、ISBN 978-4-06-511491-9
- 『オセロ』講談社〈ARIAコミックス〉、2017年5月12日発売[1] - 電子書籍限定配信で単話のみ。
- 『甘くない彼らの日常は。』、講談社〈講談社コミックスデザート〉2019年 - 2022年、全7巻
- 『僕らの好きはわりきれない』、講談社〈講談社コミックスデザート〉2023年[27] - 、既刊6巻（2025年6月13日現在）

### アンソロジー
- 刀剣乱舞-ONLINE-アンソロジー 〜季ノ陣〜（2017年8月10日発売[28]） - イラスト[28]。
- ワルイオトコvol.1 別フレ×デザートワンテーマコレクション[29] - 電子書籍限定配信。
  - 「甘くない彼らの日常は。」第1話収録。
- ワルイオトコvol.2 別フレ×デザートワンテーマコレクション[30] - 電子書籍限定配信。
  - 「甘くない彼らの日常は。」第2話収録。表紙も担当[注釈 1]。
- ワルイオトコvol.3 別フレ×デザートワンテーマコレクション[31] - 電子書籍限定配信。
  - 「甘くない彼らの日常は。」第3話収録。
- ワルイオトコvol.4 別フレ×デザートワンテーマコレクション[32] - 電子書籍限定配信。
  - 「甘くない彼らの日常は。」第4話収録。
- ワルイオトコvol.5 別フレ×デザートワンテーマコレクション[33] - 電子書籍限定配信。
  - 「甘くない彼らの日常は。」第5話収録。
- ワルイオトコvol.6 別フレ×デザートワンテーマコレクション[34] - 電子書籍限定配信。
  - 「甘くない彼らの日常は。」第6話収録。表紙も担当[注釈 2]。
- ワルイオトコvol.7 別フレ×デザートワンテーマコレクション[35] - 電子書籍限定配信。
  - 「甘くない彼らの日常は。」第7話収録。
- ワルイオトコvol.8 別フレ×デザートワンテーマコレクション[36] - 電子書籍限定配信。
  - 「甘くない彼らの日常は。」第8話収録。